# Romain Grosjean
Romain David Jeremie Grosjean (franceză: [ʁɔmɛ̃ ɡʁoʒɑ̃]; n. 17 aprilie 1986, Geneva, Geneva, Elveția) este un pilot profesionist de curse elvețiano-francez, concurând sub steagul Franței în seria NTT IndyCar. Grosjean a petrecut anterior nouă sezoane în Formula 1 pentru o varietate de echipe, acumulând 10 podiumuri, toate cu Lotus.
El a dominat campionatul francez de Formula Renault din 2005 la prima sa încercare și s-a alăturat programului pentru tineri piloti Renault. A fost campionul piloților din Formula 3 Euro Series în 2007. În 2008, a devenit campion inaugural de GP2 Asia Series și a terminat pe locul patru în primul său an în GP2. În 2009, a debutat în Formula 1 pentru Renault la Marele Premiu al Europei și a terminat din nou pe locul patru în GP2, în ciuda faptului că a ratat ultimele opt curse. După ce a fost abandonat de Renault, a revenit la formulele de juniori, câștigând campionatul Auto GP 2010 la prima încercare și câștigând GP2 Asia Series și GP2 Series 2011, devenind primul – și din 2021, singurul – dublu campion GP2 Asia și singurul pilot care deține simultan atât seria GP2 Asia, cât și titlurile principale din seria GP2. Datorită întreruperii seriei Asia și Main GP2, acest lucru va rămâne probabil valabil și în viitorul apropiat.
În 2012, Grosjean a revenit în Formula 1 cu Lotus F1 Team, alături de Kimi Räikkönen. A urcat pe primul său podium de Formula 1 la Marele Premiu al Bahrainului din 2012 și a realizat primul său tur rapid în Marele Premiu al Spaniei din 2012. El a devenit primul pilot din 1994 încoace care a primit o interdicție de cursă după ce a provocat un accident de mai multe mașini, la Marele Premiu al Belgiei din 2012. În 2013 a rămas cu Lotus, luând șase podiumuri. A condus din nou pentru Lotus alături de venezueleanul Pastor Maldonado în sezoanele 2014 și 2015 și a obținut un podium la Marele Premiu al Belgiei din 2015 înainte de a se muta la Haas din 2016 până în 2020. În ceea ce a fost ultima sa cursă de Formula 1, Grosjean a supraviețuit unui accident dramatic în timpul Marelui Premiu al Bahrain din 2020, când mașina lui s-a separat în două și a luat foc după ce a pătruns într-o balustradă metalică în primul tur. Grosjean a suferit arsuri minore, și a ratat ultimele două curse ale sezonului.
După sezonul 2020 de Formula 1, Grosjean a trecut la Seria IndyCar. A obținut primul său pole position și podium în a treia sa cursă, Marele Premiu de la Indianapolis.

## Cariera în Formula 1

### Renault (2009)
Grosjean a primit șansa sa în Formula 1 de la Renault F1 în 2009, după evenimentele controversate care au urmat aranjării cursei lui Nelson Piquet Jr. El a avut o introducere nespectaculoasă în sport și nu a reușit să câștige un singur punct în șapte curse, fiind în același timp mult mai lent decât colegul de echipă Fernando Alonso, și de asemenea provocatorul mai multor accidente mari.
Era clar că talentul său mai avea nevoie de antrenament, iar Grosjean a petrecut încă două sezoane în GP2, unde a devenit campion în 2011.

### Lotus F1 (2012-2015)
Majoritatea campionilor GP2 fac saltul direct în Formula 1, iar Grosjean nu a făcut excepție când Lotus F1 l-a anunțat ca al doilea șofer pentru 2012, alături de Kimi Räikkönen. Grosjean a fost clar un alt om, deoarece s-a calificat al treilea în cursa de deschidere din Australia. Într-un început frustrant de sezon, el va fi văzut în mod regulat în fața grilei în calificări, dar o serie de incidente din primul tur i-au stricat întotdeauna cursele și l-au costat puncte. Punctul culminant al acestuia a fost la cea de-a patra etapă a campionatului, în Bahrain, când a ridicat primul podium cu un loc 3 impresionant în spatele lui Räikkönen, înainte de a ajunge pe locul doi în Canada.
După ce a provocat un accident în primul tur în Belgia, care ar fi putut răni grav fie unul dintre Lewis Hamilton, Fernando Alonso sau Sergio Pérez. FIA l-a suspendat pe Grosjean de la Marele Premiu al Italiei.
În 2013, Lotus l-a păstrat, dar un început dificil de sezon părea să-i încheie cariera în F1. Cu toate acestea, un podium în Marele Premiu al Coreei a început un parcurs în formă care l-a văzut marcând patru podiumuri în ultimele șase curse.
2014 a fost un an de uitat pentru echipă, deoarece au produs o mașină groaznică, dar Grosjean încă a impresionat în comparație cu noul său coechipier, Pastor Maldonado.
2015 a adus mai mult succes. Punctele au venit în mod regulat, dar constrângerile financiare ale echipei au însemnat că dezvoltarea mașinii a fost lentă. Haas promitea însă mai mulți bani și mai multe idei.

### Haas (2016-2020)
În 2016, Grosjean s-a mutat la noua echipă americană numită Haas. În cursa de debut a noii echipe, Grosjean a terminat pe locul 6. A început de pe 19 și a urcat 13 locuri în timpul Marelui Premiu al Australiei.
Sezonul 2017 a fost din nou dificil pentru Grosjean. De această dată, coechipierul său a fost Kevin Magnussen. Mașina Haas VF-17 s-a dovedit a fi dificilă în mâinile lui Grosjean față de cea din campania anterioară. Francezul a terminat anul cu 28 de puncte și a terminat pe locul 13 în Campionatul Mondial, învingându-l pe coechipier, 28-19.
Însă Magnussen a avansat în 2018 și l-a depășit Grosjean (56-37), deoarece Haas VF-18 a fost o mașină bună pentru mijlocul clasamentului. Cel mai bun rezultat al francezului a fost pe locul 4 în Austria, după ce nu a marcat puncte în primele opt curse din 2018 și a avut performanțe dezastruoase, în special în Azerbaidjan, unde s-a izbit în spatele mașinii de siguranță, și în Spania, unde a provocat o coliziune între mai multe mașini. El a ajutat Haas să termine pe locul 5 în Campionatul Constructorilor din 2018, cel mai bun rezultat al lor până acum.
Haas a păstrat aceeași gamă de șoferi pentru 2019 și nu a fost un an grozav, șoferii lor ciocnindu-se în timpul cursei de mai multe ori. Grosjean s-a retras din șase din primele 12 curse și a obținut puncte doar de trei ori în acea perioadă, cu locul 7 la Marele Premiu al Germaniei din 2019 ca fiind cel mai bun rezultat al primei jumătăți a sezonului. În a doua jumătate a anului a terminat fără puncte. El a terminat anul pe locul 18 cu 8 puncte, cel mai rău loc de până acum.
Sezonul din 2020 a fost unul dintre cele mai proaste sezoane ale sale. El a reușit să puncteze doar de două ori, și a terminat pe locul 19 în campionatul la piloți cu 2 puncte acumulate. La Marele Premiu al Bahrainului din 2020, Grosjean a suferit un accident grav în primul tur unde mașina sa a lovit o barieră cu viteză mare, împărțind mașina în jumătate. Forța și unghiul impactului au provocat compartimentul șoferului și jumătatea din față a mașinii să fie blocate în barieră, în timp ce jumătatea din spate a fost separată de restul vehiculului, cuprinzând mașina în flăcări imediat după impact. Grosjean a ratat în cele din urmă restul sezonului și a fost înlocuit de Pietro Fittipaldi.
Contractul lui Grosjean cu Haas nu a fost reînnoit pentru 2021. El a fost supus unei intervenții chirurgicale pentru leziunile sale pe 16 decembrie.
| Sezon | Echipă              | Puncte      | Loc clasament general |
| ----- | ------------------- | ----------- | --------------------- |
| 2008  | ING Renault F1 Team | Pilot teste | -                     |
| 2009  | ING Renault F1 Team | 0           | -                     |
| 2011  | Lotus Renault GP    | Pilot teste | -                     |
| 2012  | Lotus F1 Team       | 96          | 8                     |
| 2013  | Lotus F1 Team       | 132         | 7                     |
| 2014  | Lotus F1 Team       | 8           | 14                    |
| 2015  | Lotus F1 Team       | 51          | 11                    |
| 2016  | Haas F1 Team        | 29          | 13                    |
| 2017  | Haas F1 Team        | 28          | 13                    |
| 2018  | Haas F1 Team        | 37          | 14                    |
| 2019  | Haas F1 Team        | 8           | 18                    |
| 2020  | Haas F1 Team        | 2           | 19                    |

## Cariera în Motorsport
| Sezon | Competiție                 | Puncte | Loc clasament general |
| ----- | -------------------------- | ------ | --------------------- |
| 2006  | Formula 3 Euro Series      | 19     | 13                    |
| 2007  | Formula 3 Euro Series      | 106    | 1                     |
| 2008  | GP2 Series                 | 62     | 4                     |
| 2009  | GP2 Series                 | 45     | 4                     |
| 2010  | FIA GT1 World Championship | 62     | 11                    |
| 2010  | Auto GP                    | 58     | 1                     |
| 2010  | GP2 Series                 | 14     | 14                    |
| 2011  | GP2 Series                 | 89     | 1                     |

1. ↑  Romain Grosjean, GeneaStar
2. ↑  Romain Grosjean, Roglo
3. 1 2  Driver Database
4. ↑   https://www.autoplus.fr/sport/mariage-romain-grosjean-et-marion-jolles-186342 Lipsește sau este vid: |title= (ajutor)
5. ↑   https://www.purepeople.com/article/marion-jolles-son-mariage-avec-r-grosjean-j-ai-pleure-comme-une-madeleine_a103302/1 Lipsește sau este vid: |title= (ajutor)
6. ↑   https://www.driverdb.com/drivers/romain-grosjean/ Lipsește sau este vid: |title= (ajutor)
7. ↑   http://www.f1fanatic.co.uk/2007/08/14/meet-the-rookies-romain-grosjean/ Lipsește sau este vid: |title= (ajutor)
8. ↑  Noble, Jonathan (18 august 2009). „10 facts about Romain Grosjean”. autosport.com. Haymarket Publications. Accesat în 18 august 2009.
9. ↑  „Romain Grosjean joins Kimi Raikkonen at Lotus Renault for 2012”. Autosport.com. Haymarket Publications. 9 decembrie 2010. Accesat în 9 iulie 2011.
10. ↑  Slater, Luke (29 noiembrie 2020). „Lewis Hamilton wins Bahrain Grand Prix as Romain Grosjean survives fiery horror crash”. The Daily Telegraph. Arhivat din original la 11 ianuarie 2022. Accesat în 29 noiembrie 2020.
11. ↑  „Grosjean's burnt-out F1 car to go on show”. BBC Sport (în engleză). Accesat în 23 februarie 2023.
12. ↑  „Romain Grosjean info & statistics”. Accesat în 31 martie 2020.